# Your Mind Is Bigger Than All the Supermarkets in the World
Your Mind Is Bigger Than All the Supermarkets in the World är en svensk dokumentärfilm från 2010 i regi av Cecilia Neant-Falk.
Filmen kretsar kring ett samtal mellan Neant-Falk och meditationsläraren Upul Gamage och ämnen som avhandlas är bland annat meningen med livet och orsaker till lycka och olycka.
Your Mind Is Bigger Than All the Supermarkets in the World premiärvisades 7 mars 2010 på biografen Zita i Stockholm och utgavs på DVD den 11 augusti samma år.